# Mantet
Mantet (catalansk: Mentet) er en by og kommune i departementet Pyrénées-Orientales i Sydfrankrig.

## Geografi
Mantet ligger 75 km sydvest for Perpignan. Nærmeste by er mod nord Sahorre (17 km).

## Demografi

### Udvikling i folketal
| 1962                                                              | 1968 | 1975 | 1982 | 1990 | 1999 | 2007 | 2011 | 2017 |
| ----------------------------------------------------------------- | ---- | ---- | ---- | ---- | ---- | ---- | ---- | ---- |
| 13                                                                | 4    | 7    | 23   | 26   | 17   | 21   | 30   | 30   |
| Tal fra og med 1962 er uden dobbelttælling (sans doubles comptes) |      |      |      |      |      |      |      |      |